# Crete Senesi

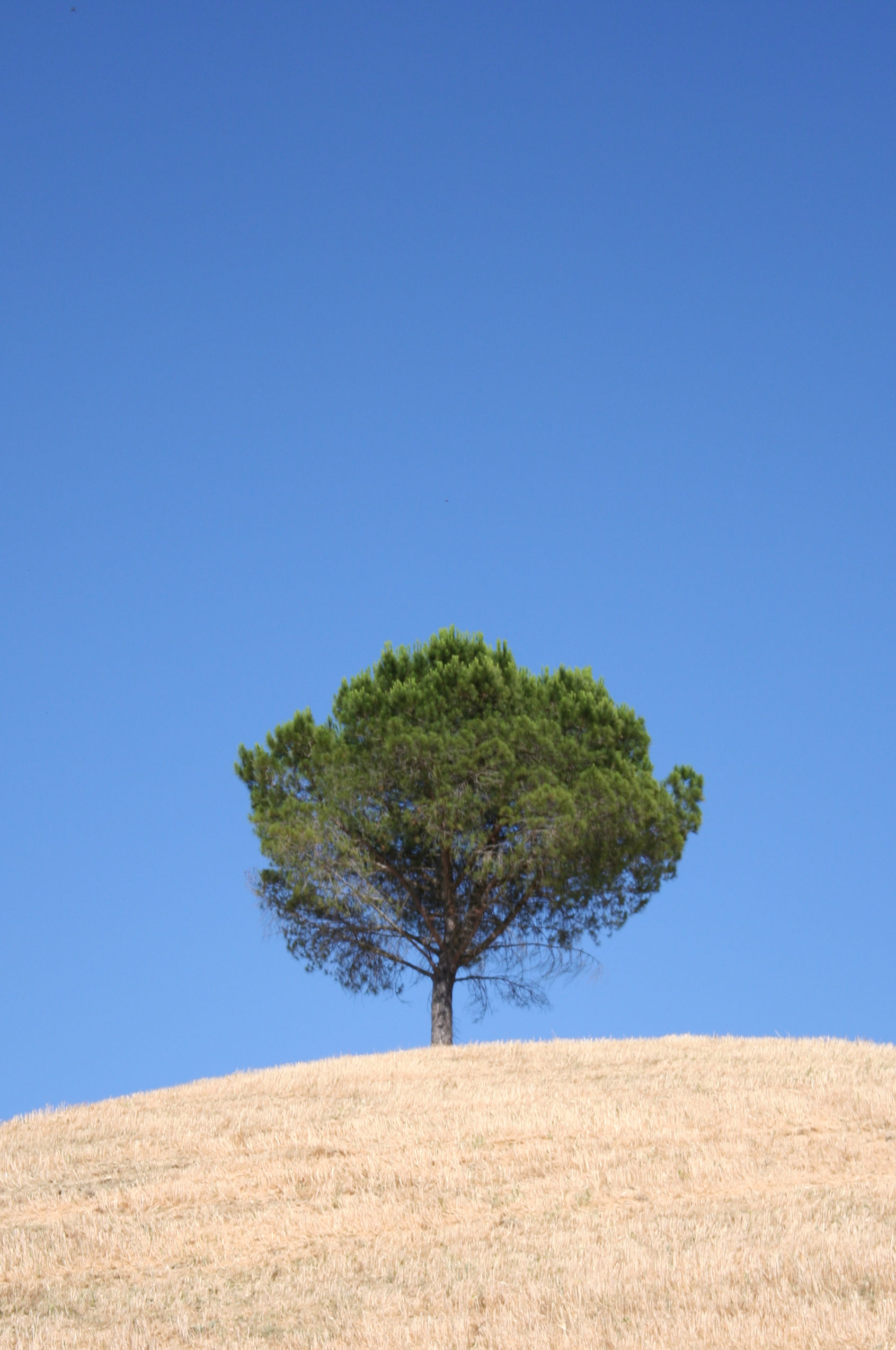
Árbol aislado.

Crete Senesi es una zona de la región italiana de Toscana al sur de Siena. Consiste en una serie de colinas y bosques entre pueblos e incluye los municipios de Asciano, Buonconvento, Monteroni d'Arbia, Rapolano Terme y San Giovanni d'Asso, todos dentro de la provincia de Siena.
Crete senesi significa literalmente «arcillas sienesas» y las distintiva coloración grisácea del suelo da al paisaje una apariencia a menudo descrita como lunar, llamado después de la Edad Media el Deserto di Accona. Esta arcilla característica, conocida como mattaione, representa los sedimentos del mar Plioceno que cubrió la zona hace cuatro millones y medio de años.
Esta región, después de largo tiempo deshabitada, ha mantenido sus características originales que hacen difícil el cultivo de la vid y de los olivos. Sólo el cultivo de los cereales, de forraje y de girasoles ha sido posible a partir de una irrigación intensiva desde los cursos de agua en los límites de esta zona geográfica.
Quizá el edificio más notable de la zona es el monasterio de Monte Oliveto Maggiore.

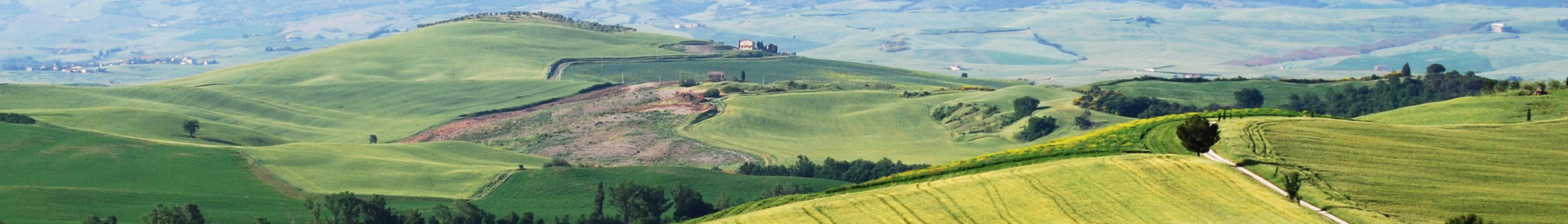
Crete Senesi

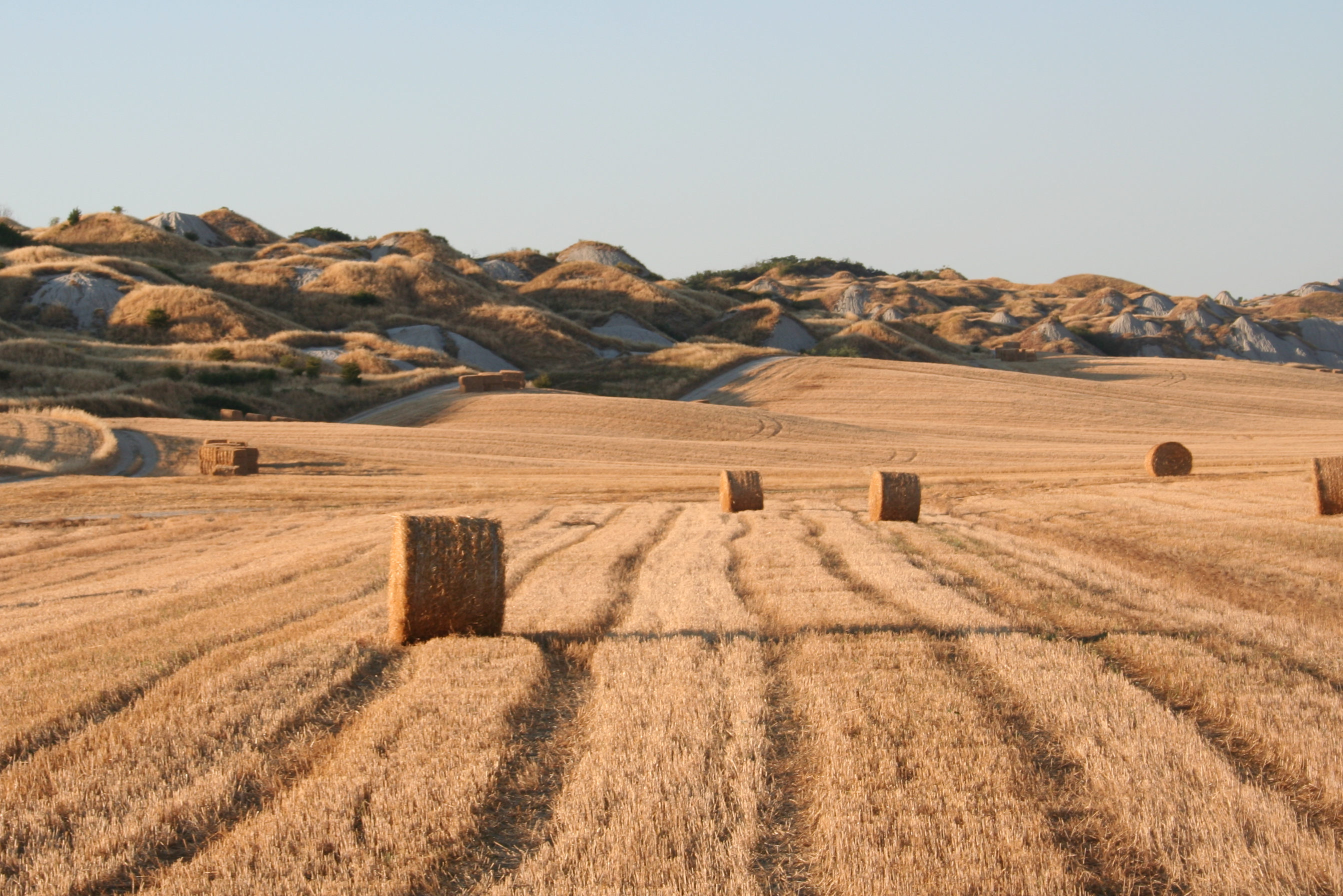
Cosechas de cereales se cultivan con la ayuda de la irrigación
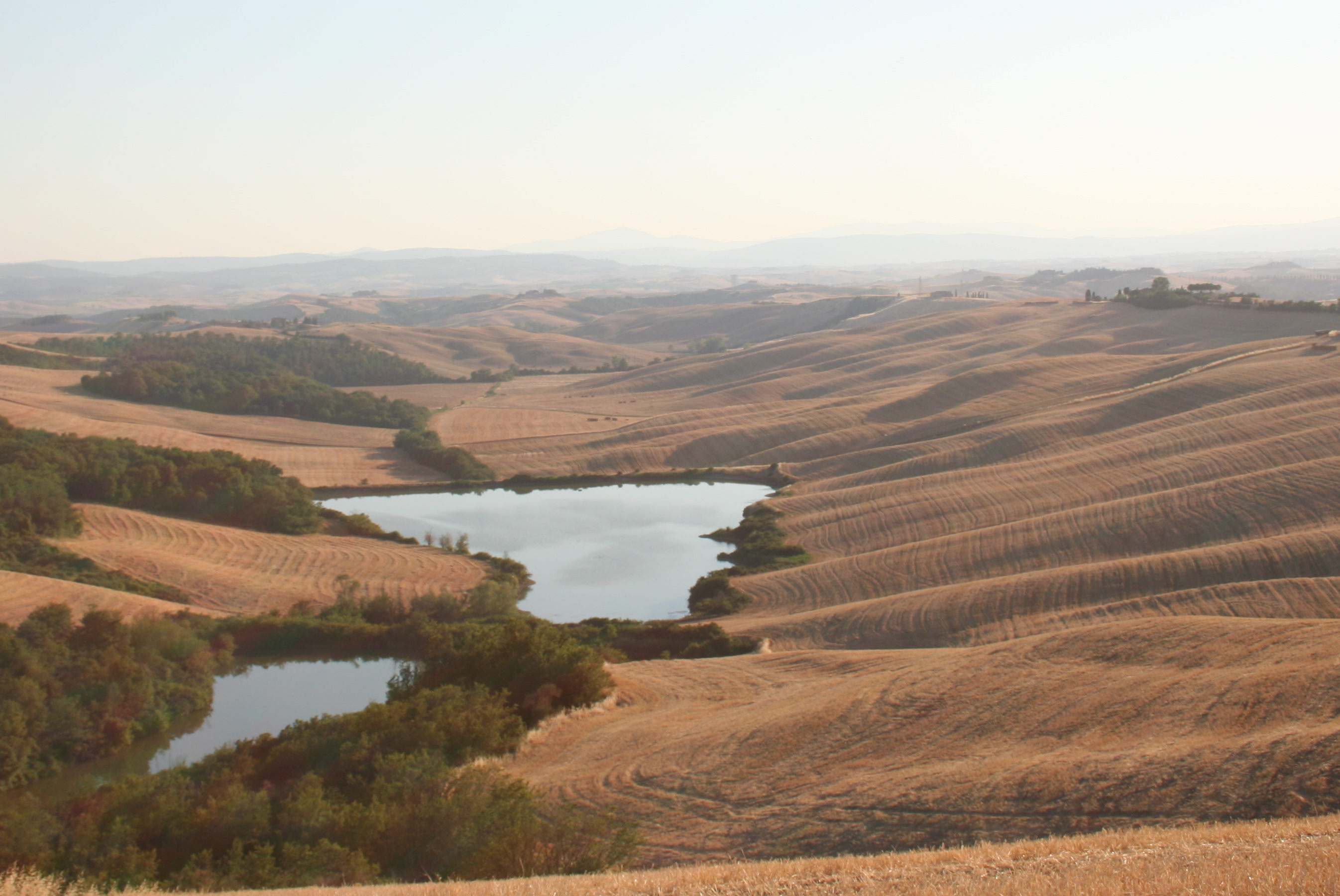
Panorama
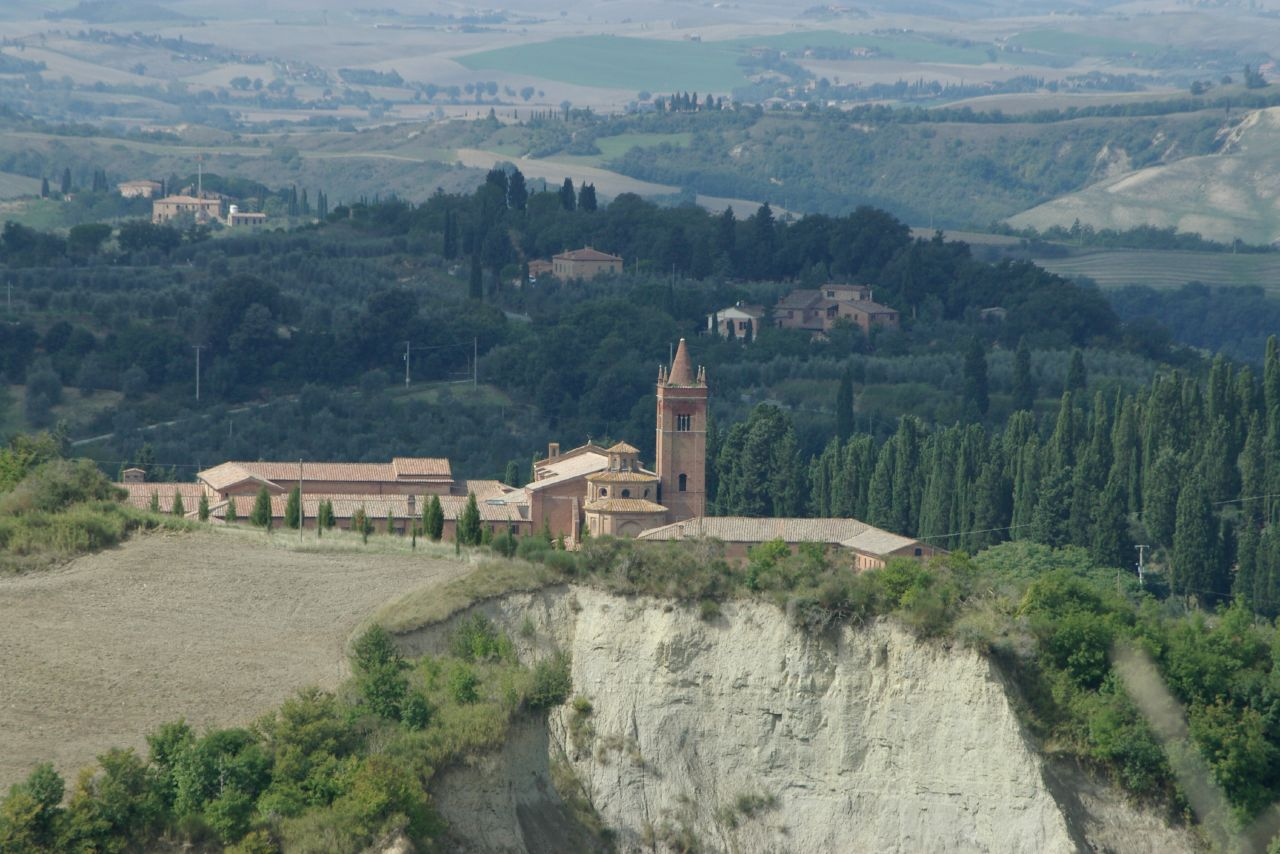
Monte Oliveto Maggiore